# UFC on ESPN: Rodriguez vs. Waterson
UFC on ESPN: Rodríguez vs. Waterson (también conocido como UFC on ESPN 24 y UFC Vegas 26) fue un evento de artes marciales mixtas producido por Ultimate Fighting Championship que tuvo lugar el 8 de mayo de 2021 en las instalaciones del UFC Apex en Enterprise, Nevada, parte del área metropolitana de Las Vegas, Estados Unidos.

## Antecedentes
Se esperaba que el combate de peso gallo entre el exbicampeón de Peso Gallo de la UFC, T.J. Dillashaw, y Cory Sandhagen fuera el evento principal. Sería el primer combate de Dillashaw desde su suspensión de dos años debido a que dio positivo por eritropoyetina humana recombinante (EPO), lo que provocó que su título quedara vacante. Sin embargo, Dillashaw anunció el 27 de abril que tenía que retirarse de la pelea debido a un corte que recibió por un golpe en la cabeza en el entrenamiento. Sandhagen también fue retirado de la cartelera, y el combate quedó intacto y se reprogramó para un evento futuro. En su lugar, un combate de peso mosca entre la ex Campeona de Peso Atómico de Invicta FC, Michelle Waterson, y Marina Rodriguez sirvió como nuevo evento principal. Ambas suelen luchar en el peso paja, pero debido a la poca antelación del combate, se enfrentaron en una categoría de peso superior.
Un combate de peso gallo entre la excampeona de Peso Gallo de la UFC, Holly Holm y la ganadora de The Ultimate Fighter: Team Rousey vs. Team Tate, Julianna Peña. Sin embargo, Holm se vio obligada a retirarse del combate alegando hidronefrosis. A su vez, Peña también fue retirada de la cartelera en favor de un combate por el título contra la actual campeona Amanda Nunes (también Campeona de Peso Pluma Femenino de UFC) en UFC 265.
Se esperaba un combate de peso pesado entre Ben Rothwell y Philipe Lins en UFC Fight Night: Edwards vs. Muhammad, pero se canceló debido a una lesión de Rothwell. El combate fue entonces reprogramado para este evento. Mientras que Rothwell hizo el peso sin problemas, Lins no se presentó al pesaje y se retiró del combate debido a una enfermedad.
El combate de peso wélter entre Neil Magny y Geoff Neal estaba originalmente programado para llevarse a cabo en UFC Fight Night: Smith vs. Rakić, pero Neal se retiró del evento debido a un caso grave de neumonía que evolucionó a sepsis. El combate tuvo lugar en este evento.
Se esperaba que Roxanne Modafferi se enfrentara a Taila Santos en un combate de peso mosca. Sin embargo, Modafferi se vio obligada a retirarse debido a una rotura de menisco un mes antes del evento y el combate se canceló.
Se esperaba que Jimmy Flick se enfrentara a Francisco Figueiredo en un combate de peso mosca en este evento. Sin embargo, el 10 de abril, Flick anunció su retirada de las artes marciales mixtas. Se espera que Figueiredo se enfrentara a JP Buys. Buys finalmente se lesionó y también tuvo que retirarse. Fue sustituido por Malcolm Gordon y se espera que el nuevo combate tenga lugar en UFC Fight Night: Sandhagen vs. Dillashaw en su lugar.
Se esperaba que Nikolas Motta y Damir Hadžović se enfrentaran en un combate de peso ligero. Sin embargo, Motta se retiró a mediados de abril debido a una lesión. A su vez, Hadžović fue reprogramado y se espera que se enfrente a Yancy Medeiros dos semanas después en UFC Fight Night: Font vs. Garbrandt.
Se esperaba que el ganador de peso mediano de The Ultimate Fighter 1, Diego Sánchez, se enfrentara a Donald Cerrone en un combate de peso wélter. Sin embargo, Sánchez fue retirado del combate el 28 de abril tras la liberación de su contrato por parte de UFC. Fue sustituido por Alex Morono.
En el pesaje, Carlos Diego Ferreira y Ryan Benoit no alcanzaron el peso para sus respectivos combates. Ferreira pesó 160.5 libras, cuatro libras y media por encima del límite de la división de peso ligero. Su combate se desarrolló en un peso acordado y se le impuso una multa del 30% de su pago, que fue a parar a manos de su oponente Gregor Gillespie. Benoit pesó 129 libras, tres libras por encima del límite de la división de peso mosca, su combate con Zarrukh Adashev fue cancelado por la Comisión Atlética del Estado de Nevada debido a problemas de salud.
Se esperaba un combate de peso paja entre Amanda Ribas y la excampeona de Peso Paja de Invicta FC, Angela Hill, en el evento. Sin embargo, su combate se canceló pocas horas antes de que comenzara el evento debido a que Ribas dio positiva por COVID-19.

## Resultados
1. ↑  A Nchukwi se le descontó un punto en el segundo asalto debido a repetidos golpes en la ingle.

## Premios de bonificación
Los siguientes luchadores recibieron bonificaciones de $50000 dólares.
- Pelea de la Noche: Gregor Gillespie vs. Carlos Diego Ferreira
- Actuación de la Noche: Alex Morono y  Carlston Harris